# Away (canción de Enrique Iglesias)
«Away» es una canción pop del cantante Enrique Iglesias. Es el primer sencillo de su álbum Greatest Hits. La canción cuenta con la colaboración de Sean Garrett y fue lanzado en iTunes el 15 de septiembre de 2008.
"Away" fue pensado originalmente para ser el debut en solitario de Garrett como parte de su álbum "Turbo 919", pero fue entregado a Enrique en su lugar. La canción debutó en el UK Singles Chart, en la posición 132, a una semana de haber sido puesto en el Reino Unido.

## Video musical
El video fue dirigido por Anthony Mandler. El video se estrenó en TRL el 12 de noviembre de 2008.
El video cuenta con un cameo de Sean Garrett. En el video se ve a Enrique caminando por el desierto, mirando hacia atrás en el accidente horrible en el que ha muerto mientras que su novia, interpretada por Niki Huey, llora histéricamente. La mayor parte del video fue filmado en el desierto.

## Listas de canciones
UK CD single
1. "Away" (edit) - 3:48
2. "Away" (Moto Blanco club mix) - 7:48

## Listas
La canción debutó en el UK Singles Chart en el # 132 en la semana que el CD sencillo fue lanzado en Reino Unido y luego salió de la lista.
| Lista (2008-2009)                     | Posición máxima |
| ------------------------------------- | --------------- |
| Czech Republic Airplay Chart          | 70              |
| Slovakia Airplay Chart                | 63              |
| UK Singles Chart                      | 132             |
| EE. UU. Billboard Hot Dance Club Play | 1               |

| Predecesor: "T-Shirt" por Shontelle | EE. UU. Billboard Hot Dance Club Play número uno 14 de marzo de 2009 | Sucesor: "Long Distance" por Brandy |